# Platysosibia
Platysosibia is een geslacht van Phasmatodea uit de familie Diapheromeridae. De wetenschappelijke naam van dit geslacht is voor het eerst geldig gepubliceerd in 1908 door Redtenbacher.

## Soorten
Het geslacht Platysosibia omvat de volgende soorten:
- Platysosibia refractaria Redtenbacher, 1908
- Platysosibia soluta Redtenbacher, 1908